# Jiří Fajmon
Jiří Fajmon (* 21. dubna 1964, Trmice) je disident a signatář Charty 77. Dnes žije v Kryštofově Údolí, kde provozuje Penzion Eva. 

## Osobní život

### Mládí
Narodil se v Trmicích, kde prožil svá raná léta pouze s matkou a bratrem bez otce, který uprchl před nuceným nasazením.
Jako náctiletý začal chodit do kostela, kde se jeho duchovním učitelem stal kněz Karel Otčenášek, od kterého se také nechal v sedmnácti letech pokřtít. Od té doby se stal aktivním katolíkem. Studoval na železničářském učilišti v Nymburce.

### Život za socialismu a perzekuce
Jiří Fajmon provozoval řadu aktivit, které se socialistickému režimu příliš nezamlouvaly, mezi něž patří šíření protirežimních letáků, převoz samizdatových knih do Polska, dovoz zakázaných časopisů z Polska, poslouchání zahraničních stanicí (Hlas Ameriky, Svobodná Evropa, BBC).
V roce 1982 byl Fajmon poprvé odsouzen k podmíněném trestu za protiruský nápis v rozbité výloze budovy správy SNB. Nápis citoval větu, kterou četl v novinách z roku 1968: „Dubček vás nevolal, táhněte za Ural.“ Jedna z jeho kamarádek tento výrok podepsala jménem svého bývalého přítele a díky němu byl zjištěn pravý autor. Po tomto incidentu se snažil přes Jugoslávii emigrovat, a to legálně, když mínil přejít hraniční přechod Nova Gorica do Itálie. Pohraničníci Fajmona nepustili. Jeho druhým pokusem bylo přejít lesem směr Terst, ale byl chycen pohraniční stráží a umístěn do cely, ze které byl posléze propuštěn. Třetí plán utéct přes tunel Karavanky ani neuskutečnil, rozhodl se zůstat v ČSSR. V tuto chvíli se po něm sháněla StB a byl posléze odsouzen k podmíněnému trestu za hanlivý nápis.
Ani vojenská služba Jiřího Fajmona neminula, plnil ji v Plzni na Slovanech. Pracoval tu jako řidič a stále se nevyhýbal ani Hlasu Ameriky, ani ladění západoněmecké televize. Odtud se dostal opět k trestu, tentokrát nepodmíněnému. Údajně při udělování pochvaly místo „Sloužím socialistické vlasti“, tvrdohlavě opakoval pouze „Sloužím vlasti“ a protože se také neadekvátně vyjadřoval o prezidentu Husákovi, byl zavřen za pobuřování a hanobení hlavy státu. Umístěn byl do Plzně, do věznice na Borech, zde pracoval na „šatonech“ – brousil skleněné korálky.
Po propuštění pracoval na dráze v Ústí nad Labem. Měl novoroční službu, při níž s ostatními železničáři sledoval novoroční projev prezidenta Gustáva Husáka . Před televizorem začal šermovat a hrozit nožem, kterým si krájel chléb, promítanému prezidentu, což se mu stalo osudným. Týden na to následoval výslech, jeden z železničářů ho udal, další dva byli přinuceni svědčit. Fajmon se obrátil na Výbor na obranu nespravedlivě stíhaných (VONS) a to, že nebyl odsouzen, bylo zapříčiněno mimo jiné tím, že se jeho procesu účastnil Ladislav Lis.
V roce 1986 se přestěhoval do Jeřmanic, zde se seznámil s příslušníky undergroundu, s nimiž distribuoval časopis Vokno, posléze však začali vydával i vlastní samizdatový časopis Nákup. V roce 1988 podepsal jako jeden z nejmladších signatářů v bytě Petra Uhla na Vinohradech Chartu 77 a dále docházel na schůzky chartistů. V Jeřmanicích také potkal svou partnerku Petru, kterou si v roce 1990 vzal a má s ní syna.
Byl členem Hnutí za občanskou svobodu na Liberecku. Dalším jeho přestupkem byla účast na tzv. svíčkové demonstraci v Bratislavě, za což byl nepodmíněně odsouzen 27. 1. 1989.  Před uvězněním si musel odsloužit zbývající vojenskou službu, do vězení ve Slavkově u Karlových Varů nastoupil až na jaře 1989.
Z vězení byl propuštěn v červnu 1989 a nedlouho poté přišlo další obvinění za přečin proti veřejnému pořádku. V té době pracoval jako opravář vozů ČSD v Liberci. Šlo o to, že měl dne 7. 7. 1989 na pracovišti svým spolupracujícím ukazovat petici Několik vět.
Dne 16. 10. 1989 byl souzen samosoudkyní Dagmar Dziakovou v Okresním soudu v Liberci. Vina se ale neprokázala, jelikož se mnoho lidí o petici dozvídalo i z jiných zdrojů. Nedokázalo se tedy, že by je s ním seznámil zrovna Fajmon, a trestní stíhání bylo zastaveno. Na to však zareagoval JUDr. Petr Rydvan a podal stížnost. Jednalo se tedy dále 15. 11. 1989 v Ústí nad Labem, v čele soudu s předsedou senátu Jiřím Malinovským, který zrušil usnesení soudu v Liberci pro pochybení, avšak trestní stíhání Fajmona pozastavil. Rozhodl, že obsah petice nenabádá k protistátnímu jednání, které by narušilo veřejný pořádek, a tak nebyla naplněna podstata přečinu.
Účastnil se demonstrace 21. 8. 1989 v Praze na Václavském náměstí, a v říjnu tohoto roku dokonce uspořádal vlastní demonstraci v Liberci. Té se účastnilo okolo pětiset lidí, které na konání demonstrace upozornil letáček vhozený do poštovní schránky. Na začátku listopadu 1989 odjel na festival do Vratislavi, kde mohl mimo jiné slyšet Karla Kryla, Jaroslava Hutka nebo Jaromíra Nohavicu.

### Po revoluci
Po revoluci se rozhodl dát v zaměstnání výpověď. Z dělníka ČD se stal obchodník, který přivážel zboží z Berlína a v Československu jej prodával, veksloval a chvíli provozoval směnárnu. V 90. letech koupil a zrekonstruoval chalupu, ze které vytvořil Penzion Eva v Kryštofově Údolí, kde též působil jako zastupitel obce. Mimo jiné se věnuje i charitativní činnosti.
Jeho jméno je připomínáno spolu s dalšími jmény signatářů Charty 77 na liberecké tramvajové zastávce Rybníček – Zastávka Reného Matouška a dalších libereckých signatářů Charty 77. Za jeho činy proti komunistického režimu mu v roce 2016 ministr obrany Martin Stropnický udělil pamětní dekret a odznak odboje.